# Diocèse de Rio do Sul

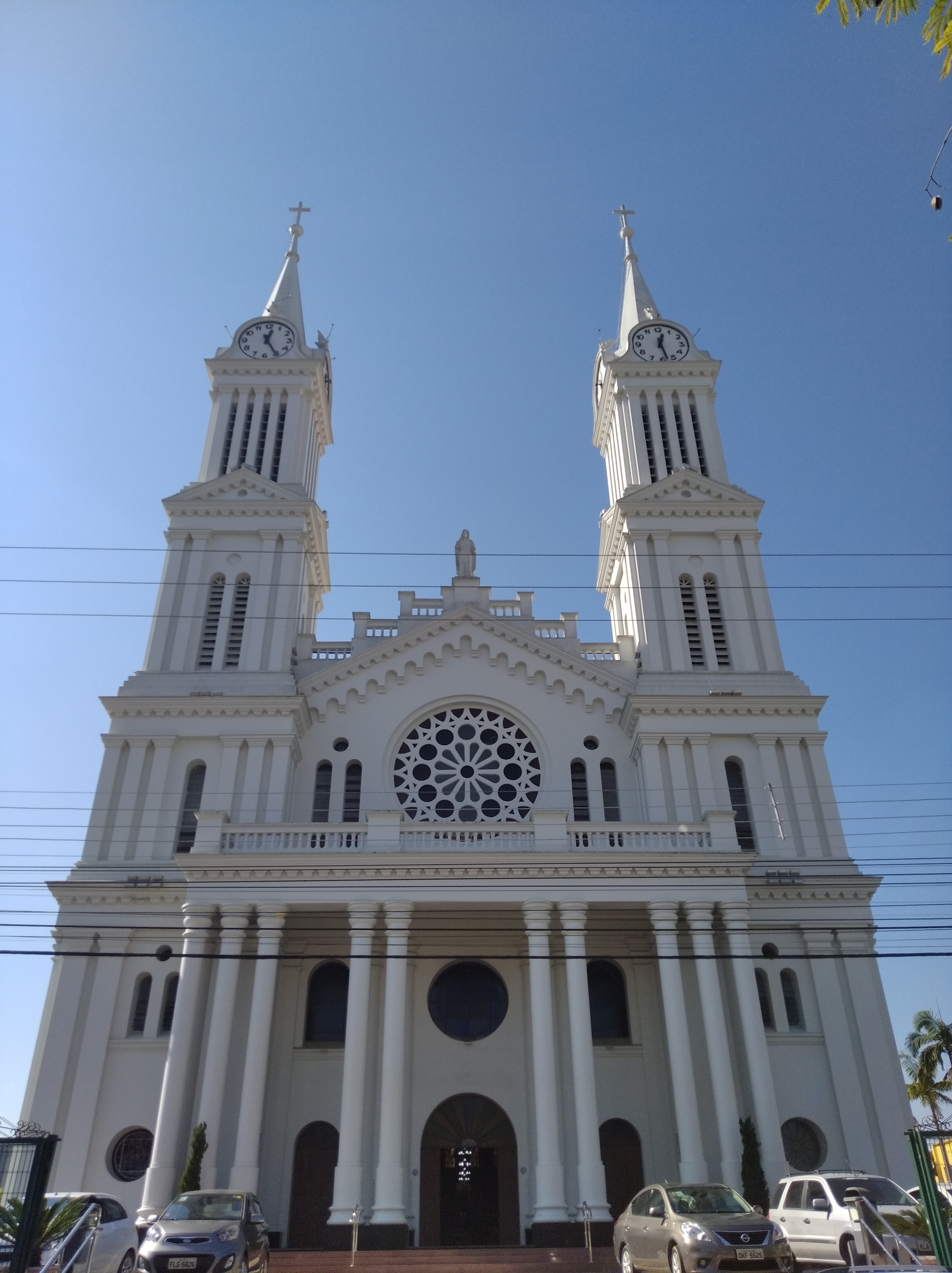
Cathédrale Saint-Jean-Baptiste de Rio do Sul.

Le diocèse de Rio do Sul (en latin, Dioecesis Rivi Australis) est une circonscription ecclésiastique de l'Église catholique au Brésil.
Son siège se situe dans la ville de Rio do Sul, dans l'État de Santa Catarina. Créé en 1968, il est suffragant de l'archidiocèse de Florianópolis et s'étend sur 9 659 km2. En 2024, il devient suffragant de l'archidiocèse de Joinville.
Depuis le 1er novembre 2023 la direction de l'évêché est vacante.